# Sequon
Ein Sequon ist eine Sequenz aufeinanderfolgender Aminosäuren in einem Polypeptid, die als Anheftungsstelle für ein Polysaccharid dienen kann, häufig ein N-verknüpftes Glycan. In diesem Fall wird das Glycan über das Stickstoffatom in der Seitenkette von Asparagin (Asn) an das Protein gebunden. Sequons für die N-Glykosylierung bestehen meist aus drei Aminosäuren mit der Konsensussequenz Asn-X-Ser oder Asn-X-Thr, wobei X eine beliebige Aminosäure außer Prolin sein kann, Ser für Serin und Thr für Threonin steht.
Gelegentlich können andere Aminosäuren die Stelle von Ser und Thr einnehmen, wie etwa im Leukozyten-Oberflächenprotein CD69, wo die Erkennungssequenz Asn-X-Cys ein akzeptables Sequon für die Anheftung  N-verknüpfter Glycane ist.
Ein Sequon ist jedoch weder eine notwendige noch eine hinreichende Bedingung für die Glykosylierung. In manchen Fällen werden Glycane an Asparagin-Seitenketten geknüpft, die nicht in einem Sequon liegen. In sezernierten Proteinen liegen ungefähr ein Drittel der Asn von Sequons nicht glykosyliert vor.
In der gentechnischen Praxis werden künstliche Glykosylierungsstellen, also Sequons, in einem Polypeptid häufig mithilfe der ortsgerichteten Mutagenese erzeugt. Durch gezielte Insertionen oder Austausche in der Basensequenz einer codierenden Nukleinsäure kann man die codierte Aminosäuresequenz des Polypeptids derart abändern, dass danach neue effektive Sequons auftreten oder aber vormals bestehende Sequons unkenntlich werden. In der anschließenden posttranslationalen Prozessierung werden die neu hinzugekommenen Glykosylierungsstellen erkannt bzw. die entstellten Anheftungsstellen ignoriert, sodass das fertig prozessierte Polypeptidprodukt (Protein) ein verändertes, künstlich geschaffenes, Glykosylierungsmuster aufweist. Dies kann beispielsweise von Nutzen sein beim Design potentieller Antigene zur Erzeugung eines Impfstoffs, so etwa eines Dengue-Virus-Impfstoff gegen Dengue-Virus oder Zika-Virus.